# Cyperus platyphyllus
Cyperus platyphyllus är en halvgräsart som beskrevs av Johann Jakob Roemer och Schult.. Cyperus platyphyllus ingår i släktet papyrusar, och familjen halvgräs. IUCN kategoriserar arten globalt som livskraftig. Inga underarter finns listade i Catalogue of Life.